# Galzig
Le Galzig est un sommet des Alpes, à 2 179 m d'altitude, dans les Alpes de Lechtal, en Autriche (Land du Tyrol).